# Web Map Service
Web Map Service (WMS) är ett protokoll för att publicera georefererad kartinformation i rasterformat över internet. Protokollet är en standard framtagen av Open Geospatial Consortium (OGC).
Standarden beskriver hur interaktionen med en webbtjänst för kartbildsgenering ska fungera, det vill säga hur man begär en kartbild och på vilket sätt webbtjänsten ska svara.